# Chifteluțe marinate

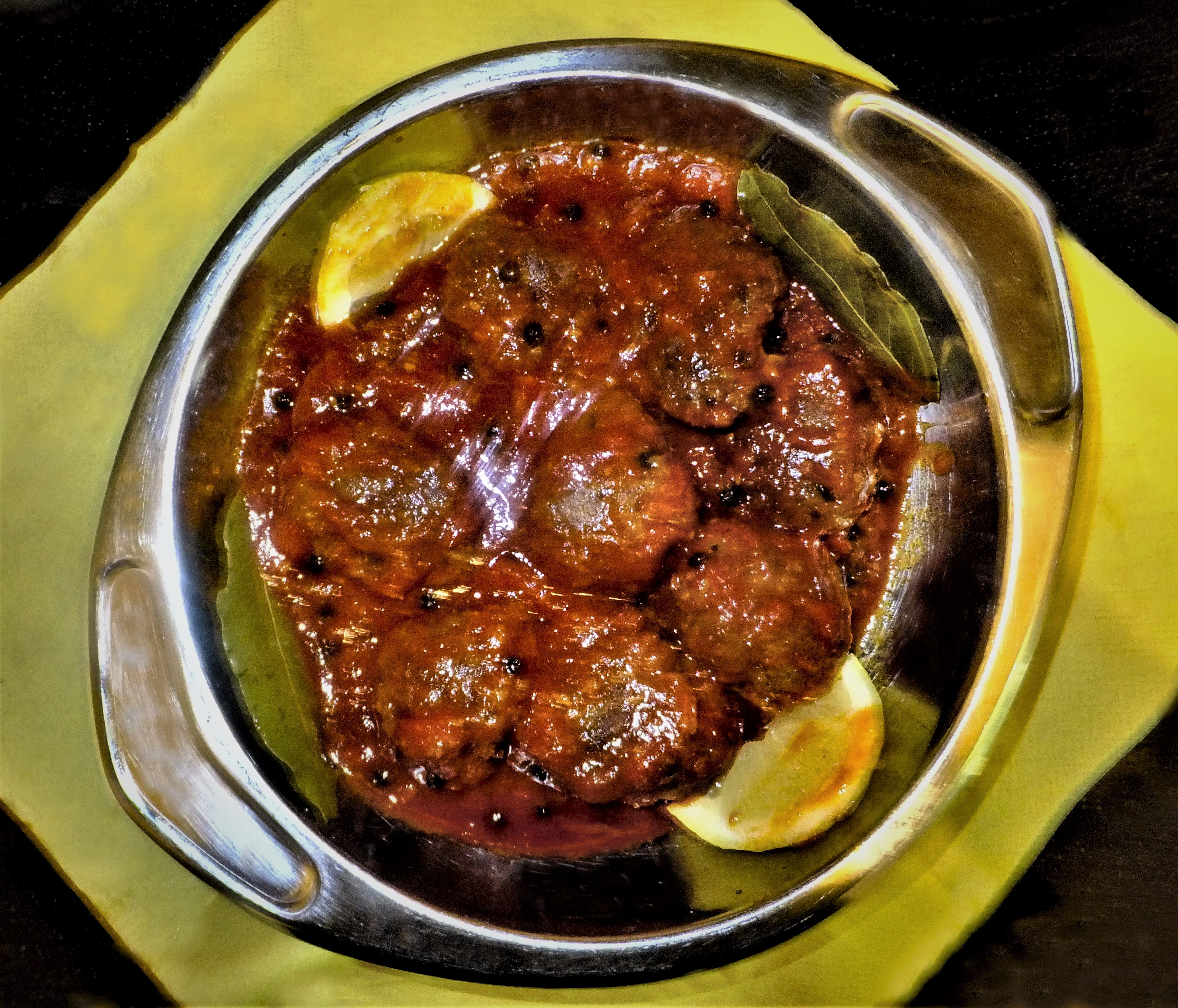
Chifteluțe marinate

Chifteluțele marinate sunt o specialitate românească, un fel de chiftele prăjite care se marinează într-un sos special de roșii. Ele pot fi mâncate calde sau reci.

## Ingrediente
- Carnea

Ingredientele pentru 500 g de carne sunt aceleași ca la pârjoalele moldovenești, dar fără cartofi și morcovi, mai departe, chiftelele se tăvălesc prin faină și nu prin pesmet. În loc de mărar se poate adăuga cimbru.
- Sosul de roșii

Este nevoie de: 500 g roșii, o linguriță pastă de tomate concentrat, o lingură de oțet, puțin zahăr, 2-3 foi de dafin, sare și cel puțin 10 boabe de piper negru.

## Preparare
Se fac perișoare mici rotunjoare care se tăvălesc prin faină și se turtesc ușor. Apoi se pune untdelemn într-o tigaie la foc și când este bine încinsă, se prăjesc chifteluțele pe o parte și pe alta. Dacă sunt gata, se așază într-o cratiță.
Se rumenește concentratul de roșii pe foc mic, apoi se adaugă roșiile cojite și tăiate mărunt împreună cu foile de dafin și boabele de piper. Sosul se potrivește în gust cu sare, ceva oțet și zahăr și se fierbe pentru un sfert de oră. Dacă sosul devine pre gros, se adaugă câteva linguri de apă sau supă de carne. Adăugarea de ceapă la acest sos nu este corespunzător cu rețeta originară. În sfârșit se toarnă sosul deasupra chifteluțelor și se lasă la cuptor un trei sfert de oră, ca să se formeze sosul și să ridice uleiul.

## Mod de servire
Chifteluțele marinate se pot mânca cald cu mămăligă, piure de cartofi sau orez ori reci cu pâine albă.

## Variații
- Oțetul se înlocuiește prin lămâie și ceva coajă de lămâie rasă.[1]
- Foile de dafin se înlocuiesc prin tarhon.[3]
- Chifteluțele se pregătesc fără usturoi.